# Briggow
Briggow est une petite commune rurale allemande de l'arrondissement du Plateau des lacs mecklembourgeois dans le Mecklembourg-Poméranie-Occidentale.

## Géographie
Briggow se trouve à environ douze kilomètres au sud-est de Stavenhagen. Les hameaux de Sülten et Sülten Hof appartiennent également à la commune.

## Histoire
Briggow est un ancien village seigneurial typique du Mecklembourg. Son église de briques d'architecture néogothique date de 1866 et son manoir, avec ses écuries et son parc, est construit en style néoclassique.

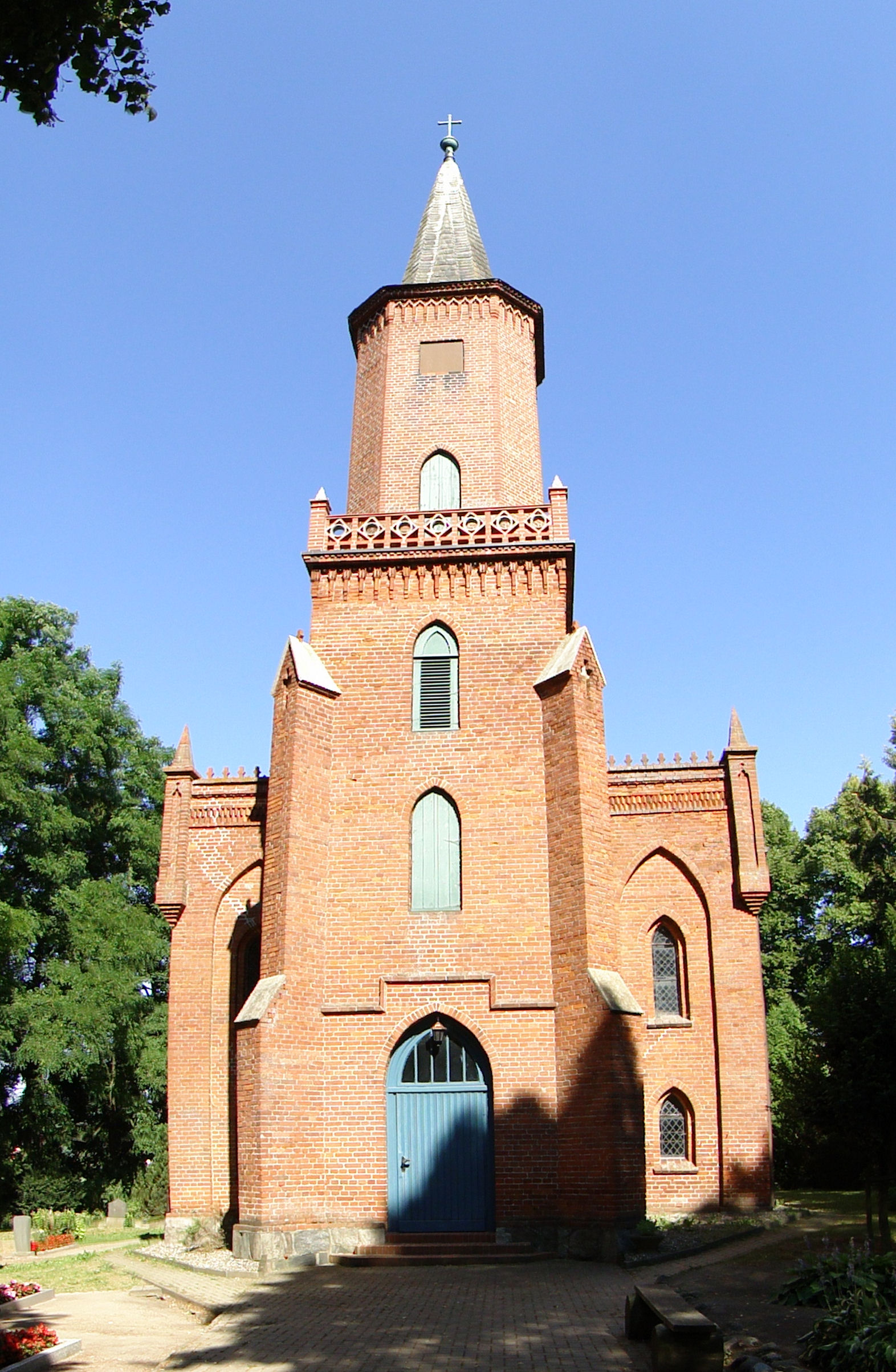
Vue du clocher de l'église de Briggow
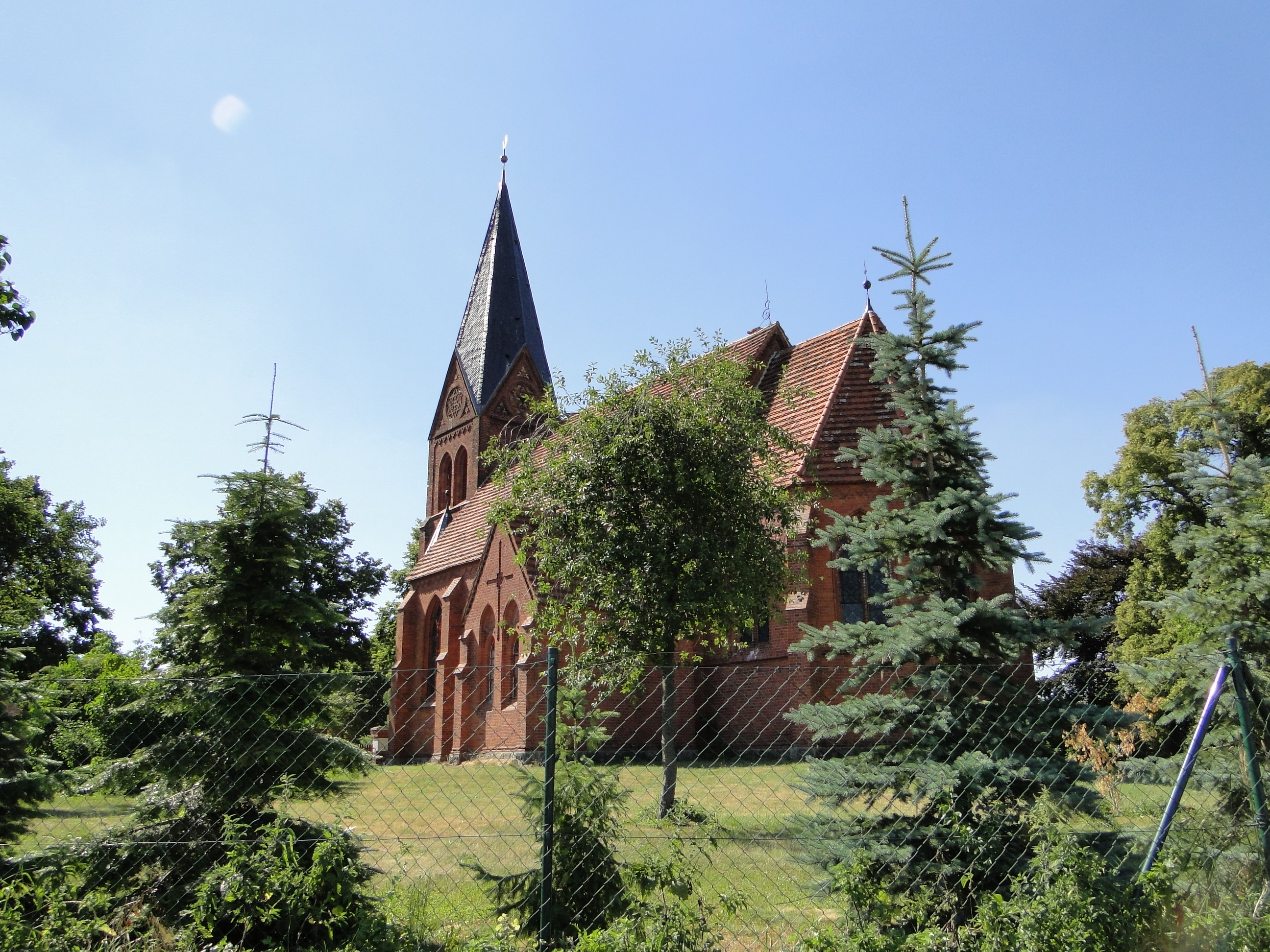
Vue de l'église de Sülten
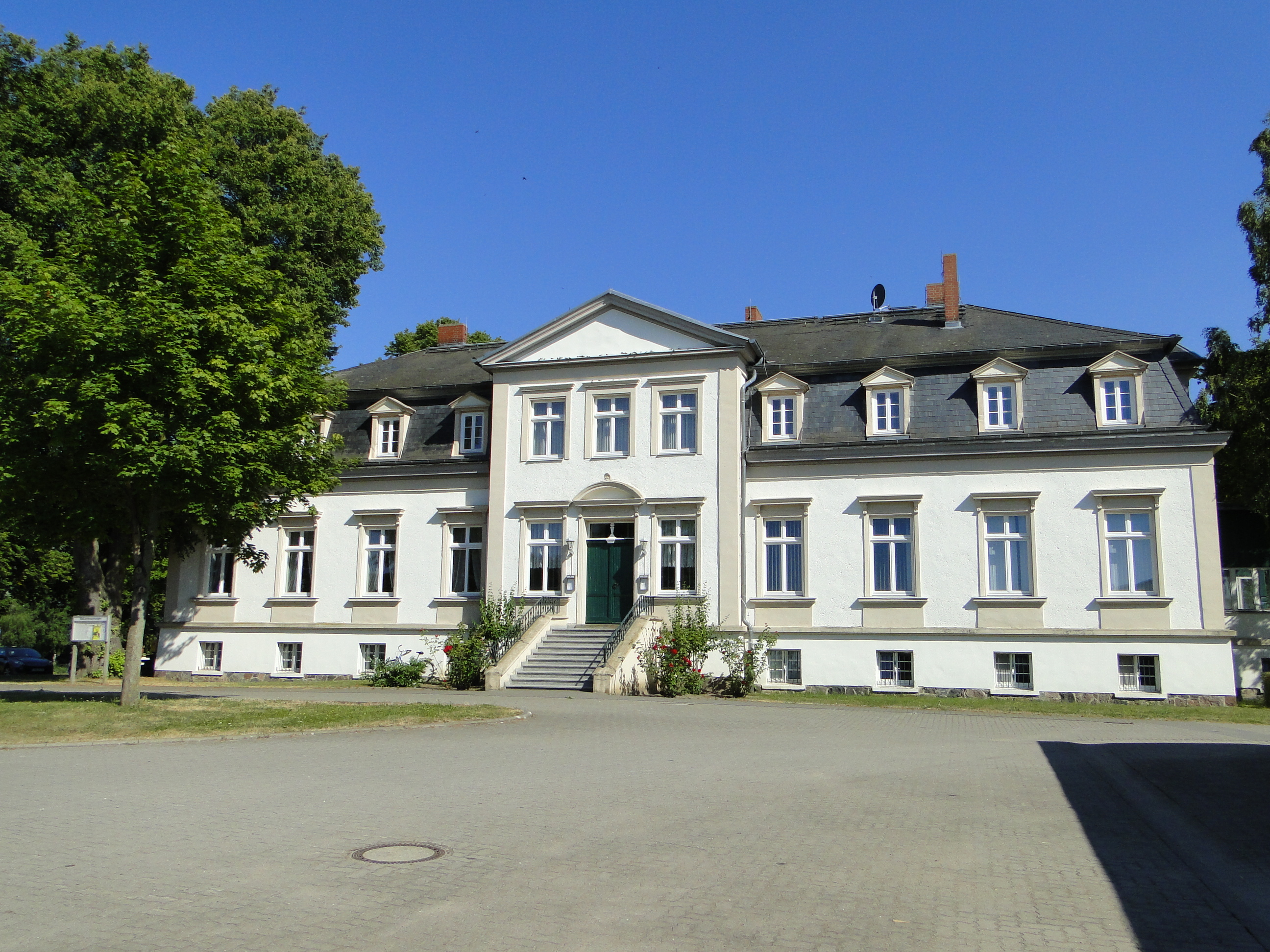
Façade du manoir de Briggow
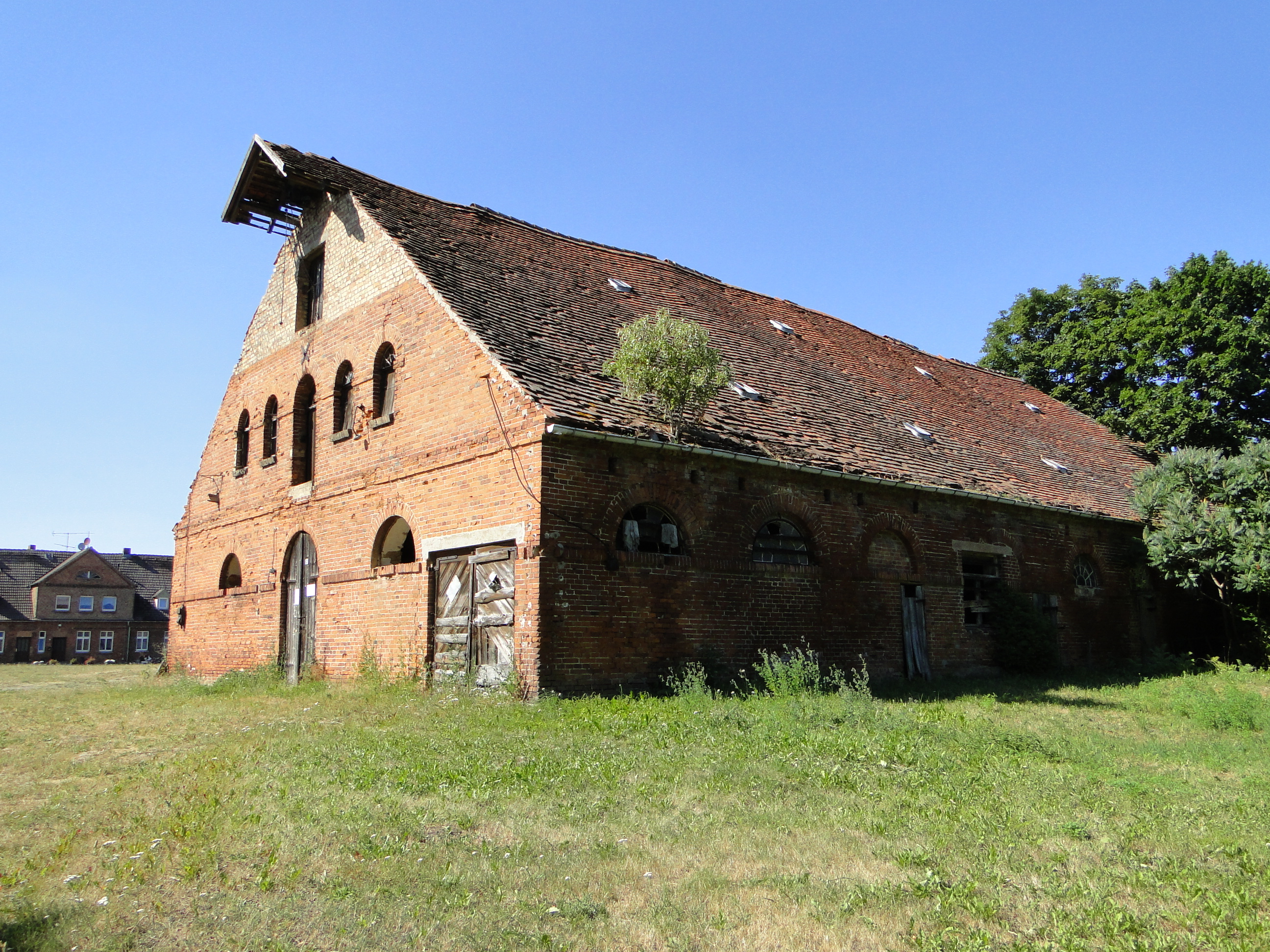
Grange typiquement mecklembourgeoise du manoir de Briggow